# Фицройя
Фицро́йя (лат. Fitzroya) — монотипный род древесных растений из семейства Кипарисовые (Cupressaceae). Род входит в трибу Актиностробовые (Actinostrobeae) подсемейства Каллитрисовые (Callitroideae).
Единственный вид — Фицройя кипарисовидная (лат. Fitzroya cupressoides).
Патагонский кипарис (Fitzroya cupressoides) — высокое хвойное дерево-долгожитель, произрастающее в Андах на юге Чили и в Аргентине, где оно является важным компонентом влажных лесов умеренного пояса Вальдивии.
Это очень крупное вечнозелёное дерево, самый большой вид деревьев в Южной Америке. Обычно оно вырастает до 40-60 м (131—196 футов; но иногда в Аргентине встречаются экземпляры высотой более 70 м) и до 5 м в диаметре. В прошлом, до того как в XIX и XX веках этот вид активно вырубали, встречались гораздо более крупные экземпляры. Чарльз Дарвин сообщал, что нашёл экземпляр диаметром 12,6 м (41 фут 6 дюймов). Листья расположены крест-накрест по три, длиной 3-6 мм (у всходов до 8 мм) и шириной 2 мм, с двумя белыми устьичными линиями. Шишки шаровидные, диаметром 6-8 мм, раскрываются до 12 мм в поперечнике, с девятью чешуйками, расположенными в три мутовки по три. Только центральная мутовка чешуек плодоносит, на каждой чешуйке по 2-3 семени; нижняя и верхняя мутовки маленькие и бесплодные. Семена плоские, длиной 2-3 мм, с крылышками по бокам. Семена созревают через 6-8 месяцев после опыления.
В 1993 году было установлено, что возраст одного из экземпляров, растущих в Чили, составляет 3622 года. Таким образом, это второе по возрасту (подтверждённое подсчётом годичных колец) живое дерево после сосны остистой.
Группа исследователей из Университета Тасмании обнаружила окаменелую листву фицройи на реке Ли на северо-западе Тасмании. Окаменелости возрастом 35 миллионов лет было дано видовое название Fitzroya tasmanensis. Находка свидетельствует о древнем флористическом сходстве между Австралазией и южной частью Южной Америки, которую ботаники называют антарктической флорой.

## Название
Род назван в честь Роберта Фицроя, капитана корабля «Бигль», на котором в 1831—1836 годах проходила кругосветная экспедиция с участием знаменитого учёного Чарльза Дарвина.
Синоним научного названия рода:
- Cupresstellata J.Nelson 1866

Синонимы научного названия вида:
- Pinus cupressoides Molina 1782
- Abies cupressoides (Molina) Poir. 1805
- Thuja tetragona Hook. 1844
- Libocedrus tetragona (Hook.) Endl. 1847
- Fitzroya patagonica Hook.f. ex Lindl. 1851
- Cupresstellata patagonica (Hook.f.) J.Nelson 1866

Испанское название растения — «Alerce» (алерсе).
На арауканском языке южноамериканских индейцев мапуче — «Lahuán» или «Lahuén».
Иногда используется название «Патагонский Кипарис» — дословный перевод англ. Patagonian Cypress или нем. Patagonische Zypresse.

## Биологическое описание
Фицройя — большое вечнозелёное дерево, видимо, самое большое дерево в Южной Америке, высота растения может превышать 50 метров. Ствол очень толстый, диаметр ствола отдельных экземпляров достигает 5 метров.
Ветви тонкие, зелёные, образуют ажурную крону.
Листья чешуевидные, мутовчатые.
Кора красноватого цвета.
Медленнорастущее, но долгоживущее дерево, старейший экземпляр датировался возрастом 3600 лет. Это один из самых старых видов дерева на Земле подобно Сосне остистой межгорной (Pinus longaeva) или Мамонтову дереву (Sequoiadendron).

## Ареал
Фицройя кипарисовидная происходит из Северной Патагонии, где встречается между 41° и 43° южной широты, на высотах до 1500 метров над уровнем моря.
Произрастает в Вальдивских лесах в Чили, в областях Лос-Риос и Лос-Лагос (в том числе, на острове Чилоэ), также встречается в южных Андах Аргентины, в провинциях Чубут, Неукен, Рио-Негро.
Лесные массивы обычно находятся на заболоченных равнинах, иногда — в горных районах.
Интродуцирована на Британских островах, где вырастает до 20 метров в высоту.

## Использование и охрана
Древесина красновато-коричневого цвета, мягкая, но стойкая к гниению, из-за медленного роста имеет мелкую равномерную текстуру, походит на древесину Туи гигантской.
Широко использовалась для отделки различных конструкций, изготовления мебели.
Кора использовалась как пакля при строительстве и ремонте деревянных кораблей.
Вырубка фицройи в колониальном Чили началась в 1599 году и продолжалась до 1976 года, когда она была запрещена законом, хотя незаконная вырубка всё ещё иногда происходит.
В колониальную эпоху на острове Чилоэ древесина фицройи высоко ценилась, а кровельная дранка из фицройи использовалась в качестве валюты под названием «реал де алерсе».
В начале XX века велась интенсивная заготовка древесины Фицройи кипарисовидной, что привело этот вид на грань исчезновения.
Особенно сильно пострадали лесные массивы расположенные в прибрежных низинах.
В Чили с 1977 года запрещена заготовка этого дерева, запрещено даже использование древесины погибших деревьев.
Фицройя кипарисовидная внесена в список I CITES, что полностью запрещает международную торговлю этим видом.
С целью сохранения вида в Аргентине был основан Национальный парк Лос-Алерсес, который в 2017 году парк был включен в список Всемирного наследия ЮНЕСКО.
Сохранение патагонского кипариса важно, так как это помогает сохранить баланс в экосистеме Патагонии.
На протяжении веков толстый ствол кипариса использовали для строительства домов и кораблей, из-за чего популяция деревьев резко сократилась.
Сейчас в Южной Америке введён полный запрет на заготовку фицройи, и во всём мире запрещено торговать её древесиной.